# Comunità montana dei Monti Lepini Ausoni
La XIII Comunità Montana Monti Lepini Ausoni è una delle comunità montane della provincia di Latina, composta da 12 comuni.

## Comuni aderenti
- Bassiano
- Cori
- Maenza
- Norma
- Priverno
- Prossedi
- Roccasecca dei Volsci
- Rocca Massima
- Roccagorga
- Sermoneta
- Sezze
- Sonnino